# Calle San Bernabé
La calle San Bernabé es una vía pública de la ciudad española de Oviedo.

## Descripción
La vía nace de la confluencia de la calle Melquiades Álvarez con Covadonga, donde conecta con Palacio Valdés, y discurre hasta el punto en el que se juntan Nueve de Mayo y Caveda. Debe su nombre a una capilla que había dedicada a san Bernabé en esta última calle. Aparece descrita en El libro de Oviedo (1887) de Fermín Canella y Secades con las siguientes palabras:

San Bernabé.—Por su proximidad á la capilla del apóstol en la terminación de la calle de Caveda.
(Canella y Secades, 1887, p. 123)